# Bobo Brazil
Houston Harris, noto con il ring name Bobo Brazil (Little Rock, 10 luglio 1924 – Saint Joseph, 20 gennaio 1998), è stato un wrestler statunitense.
Gli viene riconosciuto di aver contribuito ad abbattere le barriere della segregazione razziale nel mondo del wrestling professionistico. Harris è considerato uno dei primi lottatori afroamericani di successo, e viene spesso definito come il "Jackie Robinson del wrestling".

## Biografia

### Primi anni
Houston Harris nacque a Little Rock, in Arkansas, ma la sua famiglia si spostò quasi subito a East St. Louis, Illinois, e successivamente a Benton Harbor, nel Michigan. Da ragazzo giocava a baseball e lavorò per qualche tempo in un'acciaieria.

### Carriera nel wrestling

#### Esordi

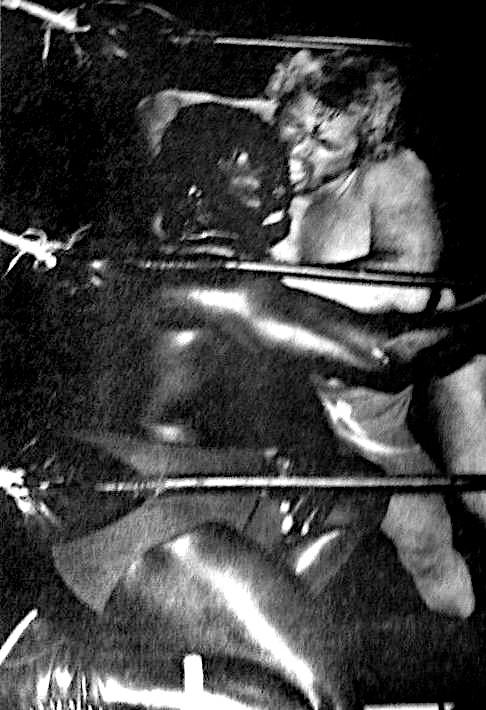
Bobo Brazil contro The Sheik.

Allenato da Joe Savoldi, che aveva conosciuto assistendo ad un incontro di lotta, Harris, inizialmente, adottò come nome d'arte l'esotico "Boo-Boo Brazil", ma un promoter sbagliò casualmente a scrivere il suo ring name su un volantino pubblicitario, storpiandolo in "Bobo", e la nuova nominazione gli rimase appiccicata per tutto il resto di carriera.
Agli inizi di carriera, molti promoter locali di wrestling facevano sempre combattere Brazil contro altri afroamericani, inclusi nomi celebri come Ernie Ladd e Abdullah the Butcher, per non creare disordini razziali che sarebbero potuti accadere nel caso Brazil avesse sconfitto un lottatore bianco. Presto però il pubblico richiese a gran voce di poter vedere Brazil scontrarsi con wrestler del calibro di Killer Kowalski, Dick the Bruiser, Johnny Valentine, e The Sheik, tutti di pelle bianca, contro i quali Brazil lottò poi nel corso dei vari decenni. Questi ed altri rivali furono tutti sconfitti da Bobo restando vittime della sua mossa finale, la temibile "Coco Butt", una micidiale testata. Brazil pareggiò anche un match con Bill Miller, e lottò contro Bruno Sammartino sfidandolo per il titolo WWWF Championship in un match al meglio delle tre cadute.

#### Il controverso NWA World Heavyweight Title
Il 18 ottobre 1962, Brazil entrò nella storia divenendo il primo wrestler afroamericano a vincere la cintura NWA World Heavyweight battendo "Nature Boy" Buddy Rogers (questo primato viene attualmente riconosciuto a Ron Simmons, essendo stato il primo campione mondiale afroamericano, vincendo il WCW World Heavyweight Championship nel 1992). Anche se Brazil inizialmente rifiutò il titolo (poiché Rogers aveva affermato di aver perso la cintura a causa di un "infortunio"), Bobo venne premiato con il titolo il giorno successivo dopo che i medici avevano dichiarato "completamente sano" Rogers. Tuttavia, il regno di campione di Brazil non è ufficialmente riconosciuto dalla NWA.
Il 9 ottobre 1970, El Mongol e Brazil sconfissero Mr. Ito e The Great Ota nel primo incontro di coppia interrazziale mai disputato ad Atlanta.
Brazil servì da mentore per il wrestler "Soulman" Rocky Johnson.

#### Ritiro
Brazil si ritirò dal ring nel 1993 dopo una carriera durata quarant'anni. Il suo ultimo match ufficiale si tenne a Chicago, Illinois, contro Kelly Kiniski, figlio del suo vecchio rivale Gene Kiniski. Bobo Brazil è stato introdotto nella WWF Hall of Fame da Ernie Ladd nel 1994. L'anno seguente, fu Brazil ad introdurre lo stesso Ladd nella WWF Hall of Fame.

### Vita privata
Dopo il ritiro dal wrestling, Harris ha aperto un ristorante chiamato "Bobo's Grill" nel porto di Benton. Ha avuto sei figli.

### Morte
Houston "Bobo Brazil" Harris è morto il 20 gennaio 1998 al Lakeland Medical Center di St. Joseph, nel Michigan. Era stato ricoverato in ospedale il 14 gennaio, dopo essere stato vittima di una serie di infarti consecutivi.

## Personaggio

### Mossa finale
- Coco Butt[8] (Headbutt)

## Titoli e riconoscimenti
- Championship Wrestling from Florida
  - NWA Florida Tag Team Championship (2) – con Sweet Brown Sugar (1) e Dusty Rhodes (1)[9]
- Eastern Sports Association
  - ESA North American Heavyweight Championship (1)
- Japan Wrestling Association
  - NWA International Heavyweight Championship (2)
- Maple Leaf Wrestling
  - NWA Canadian Open Tag Team Championship (1) – con Whipper Billy Watson
  - NWA United States Heavyweight Championship (Toronto version) (1)[10]
- Mid-Atlantic Championship Wrestling
  - NWA United States Heavyweight Championship (Mid-Atlantic version) (1)[11]
- Midwest Wrestling Association (Ohio)
  - MWA Ohio Heavyweight Championship (1)[1]
  - MWA Ohio Tag Team Championship (3) – con Frankie Talaber[1]
- NWA Detroit
  - NWA United States Heavyweight Championship (Detroit version) (9)[12]
  - NWA World Tag Team Championship (Detroit version) (8) – con Art Thomas (1), Bill Miller (1), Athol Layton (1), The Stomper (1), Tony Marino (3) e Fred Curry (1)
- NWA Hollywood Wrestling
  - NWA Americas Heavyweight Championship (3)[13]
- NWA Los Angeles
  - NWA "Beat the Champ" Television Championship (1)[14]
  - NWA International Television Tag Team Championship (4) – con Wilbur Snyder (2), Sandor Szabo (1), e Primo Carnera (1)[15]
  - NWA Pacific Coast Heavyweight Championship (Los Angeles version) (1)[16]
- NWA San Francisco
  - NWA United States Heavyweight Championship (San Francisco version) (1)[17]
- Professional Wrestling Hall of Fame and Museum
  - Television Era (Classe del 2008)[8]
- Pro Wrestling Illustrated
  - PWI Editor's Award (1998)[18]
- Superstars of Wrestling
  - SoW United States Heavyweight Championship (1)
- World Wrestling Association (Indianapolis)
  - WWA World Heavyweight Championship (2)
  - WWA World Tag Team Championship (1) – con Chris Carter[19]
- World Wrestling Association (Los Angeles)
  - WWA World Heavyweight Championship (2)
- World Wide Wrestling Federation / World Wrestling Federation
  - WWWF United States Championship (4)
  - WWF Hall of Fame (Classe del 1994)
- Wrestling Observer Newsletter
  - Wrestling Observer Newsletter Hall of Fame (Classe del 1996)